# Tazzari

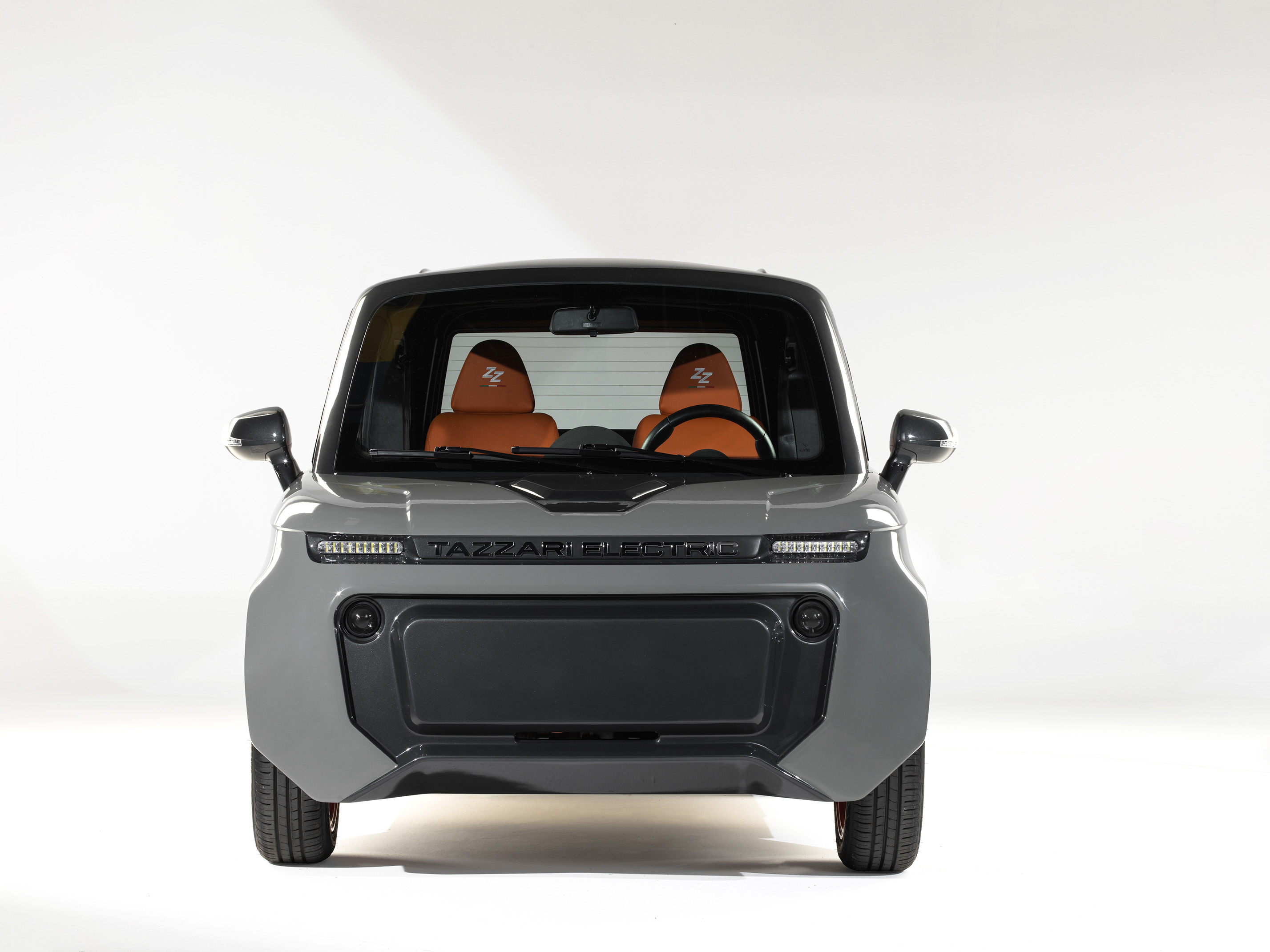
Tazzari Zero Junior

Tazzari Group – włoskie przedsiębiorstwo wytwórcze i producent elektrycznych mikrosamochodów z siedzibą w Imoli działający od 1963 roku. Należy do niemieckiego przedsiębiorstwa Artega.

## Historia
Przedsiębiorstwo utworzono w pierwszej połowie lat 60. XX wieku w mieście Imola, koncentrując się przez kolejne dekady na procesach wytwarzania aluminium i mechaniki precyzyjnej. W 2007 roku Tazzari zdecydowało się wkroczyć do branży motoryzacyjnej, rozpoczynając prace nad niewielkim samochodem elektrycznym, którego premiera odbyła się dwa lata później. W marcu 2009 roku firma przedstawiła elektryczny mikrosamochód Tazzari Zero, planując od kolejnego roku jego sprzedaż zarówno na rynkach europejskich, jak i w Ameryce Północnej.
Po 7 latach produkcji Tazzari gruntownie zmodernizowało swoją ofertę modelową, modernizując model Zero. W efekcie zyskał on nową nazwę Zero City, a także tańszy wariant z inaczej stylizowanym pasem przednim Zero Junior. Ponadto w 2018 roku ofertę uzupełnił także trzeci model, elektryczne buggy o nazwie Zero Opensky. W tym samym roku Tazzari przejęła niemiecka firma produkująca samochody sportowe, Artega.

## Modele samochodów

### Obecnie produkowane
- Zero Junior
- Zero City
- Zero Opensky

### Historyczne
- Zero (2009–2016)